# La Conception
La Conception è un comune del Canada, situato nella provincia del Québec, nella regione di Laurentides.